# Канадский столб

Флаг Канады

Канадский столб (англ. Canadian pale) — вертикальный триколор, у которого средняя полоса составляет 1/2 длины флага, а не 1/3, как на большинстве триколоров. При такой конфигурации остаётся больше места для центрального изображения. Этот термин впервые был введён канадским историком Джорджем Стэнли в 1965 году, когда был принят разработанный им современный флаг Канады. Первоначально под канадским столбом понимался флаг с соотношением сторон только 1:2, средняя полоса которого представляла собой квадрат, однако позднее это определение стало распространяться и на остальные флаги, имеющие другие пропорции сторон, но схожую конфигурацию. Канадский столб достаточно распространён. Примеры можно найти на флаге штата Айова, Северо-Западных территорий, островного государства Сент-Винсент и Гренадины, городов   Эдмонтон и Берлингтон.

## Галерея

Флаг Северо-Западных территорий
Флаг Сент-Винсента и Гренадин
Флаг Айовы